# Народна библиотека „Јован Дучић” у Калиновику
Народна библиотека „Јован Дучић“ у Калиновику представља културну установу са дугодишњом традицијом на простору општине Калиновик као значајн фактор у култури и образовању на овим просторима. Библиотека се налази у улици Омладинској б.б.

## Историјат
Почетак организованог рада са књигама на овом простору се везује за рад „Српске Читаонице и Књижнице“ у првим годинама двадесетог вијека. У низу година свог постојања, Библиотека је често мијењала статус, а садашњи назив и статус самосталне установе званично је добила 1997. године.
Подизање општег културног нивоа, повећање нивоа информисаности и омогућавање сталног образовања, библиотека пружа кроз свој фонд од преко 17.000 библиотечких јединица из свих области стваралаштва. Корисницима је на располагању разноврстан фонд из области књижевности, стручна литература, дјечија књига, референсна збирка, те периодична издања – дневна штампа и часописи. Од посебног значаја је Завичајна збирка од преко 200 примјерака књига, старих слика, карата и другог материјала из кога се може сазнати о прошлости и садашњости Загорског и Улошког краја као и мала збирка старе и ријетке књиге.Простор читаонице за одрасле и дјецу се користи за промоције књига, предавања, изложбе књига, а од 2008. године и као Интернет читаоница.
Библиотека додјељује годишњу награду за најбољи дјечији литерарни рад посвећен завичају.Награда се додјељује у оквиру манифестације Петровдански сусрети у мјесецу јулу.
Својим искуством у прикупљању, класификацији и преношењу информација и традицији у пружању библиотечких услуга, Народна библиотека „Јован Дучић" је мјесто знања и сервис информација за становнике Калиновика.

## Организација
Основне организационе јединице Библиотеке су:
- Служба општих послова
- одељење за одрасле читаоце
- одељење за дјецу
- читаоница за дјецу и одрасле